# 1916. augusztus 19-ei előretörés
Az 1916. augusztus 19-ei előretörés (avagy Sunderland elleni rajtaütés) a német Nyílt-tengeri Flotta (Hochseeflotte) egyik hadművelete volt az első világháború során az Északi-tengeren, mellyel a brit haditengerészet kisebb részeit igyekeztek harcra bírni a skagerraki csatában elért sikerek után. A britek ismét előre értesültek a német hadműveletről és útnak indították a flottájukat a német kötelékek irányába, de a két flotta nem találkozott össze.

## A német tervek
A skagerraki csata után Reinhard Scheer tengernagy, a Hochseeflotte parancsnoka az eredetileg május végére tervezett Sunderland elleni támadást tervezte végrehajtani. A csata fő tanulsága a németek számára a felderítés nélkülözhetetlen szerepe volt a hadműveleteknél, hogy elkerülhessék a britek főerőivel, a Grand Fleettel való találkozást a rajtaütés során. Ezúttal négy léghajót (L 30, L 32, L 24, L 22) küldtek ki felderítésre a Skócia és Norvégia közötti vizek fölé és további négy a német hajók előtt haladt (L 31, L 11, L 21, L 13).
A tengeralattjárók a skagerraki csata harcaiban nem tudtak részt venni és a felderítési tevékenységük sem segítette a hadműveleteket, ezért a Firth of Forthnál alkalmazott sugár irányú elhelyezésük helyett új taktikát alkalmaztak. A rendelkezésre álló három tengeralattjáró-flottilla (U-Flottille) összesen 24 egységét az ellenséges kötelékek várható útvonala mentén tervezték felállítani vonalban (U-Linie I-III). Az egyik a Flandriában állomásozó tengeralattjáró-flottilla egységeiből állt, míg a másik kettő flottilla közvetlenül a flotta alá volt beosztva. Az utóbbi flottillákat már előre Anglia keleti partjához rendelték és Sunderlandtől északra (U-Linie I) és délre (U-Linie III) álltak fel a partra merőleges vonalat alkotva, így biztosítva a rajtaütés két szárnyát. A flandriai tengeralattjáró-flottilla a La Manche irányából érkező esetleges támadások megfékezésére vett fel pozíciót Hollandiától északnyugatra (U-Linie II). (Térkép)
Az U-Linie I és az U-Linie III felállítását a kelet-angol partoknál rugalmasan oldották meg. A felszíni flotta előrehaladásához igazodva változtatták pozíciójukat, illetve előre meghatározott jelekre hajtották végre a hadmozdulataikat. A hadművelet során a tengeralattjárókat vezénylő tiszt a kapcsolattartás megkönnyítése végett az egyik csatahajó fedélzetén a flottával tartott.
A város kijelölt célpontjait a Hipper tengernagy vezette I. felderítőcsoport (Aufklärungsgruppe I) egységei vették volna tűz alá napnyugtakor. Mivel a Seydlitz és a Derfflinger csatacirkálók még javítás alatt álltak, a Von der Tann és a Moltke mellé három gyorsabb csatahajót, a Bayernt, a Markgrafot és a Großer Kurfürstöt osztották be. Az erősítés oka volt az is, hogy már a skagerraki csatában David Beatty csatacirkálórajai (1st & 2nd Battlecruiser Squadron) mellé beosztották az 5. csatahajórajt (5th Battle Squadron) is, és azzal számoltak, hogy az ismét a csatacirkálókkal együtt fog tevékenykedni. A Hochseeflotte többi része, köztük 14 csatahajó, a csata tapasztalataiból kifolyólag mindössze 20 tengeri mérföld távolságra lemaradva biztosította őket a rajtaütés során, hogy így előbb segítséget nyújthasson szükség esetén. A hadműveletben az I. és III. csatahajóraj (Geschwader I und III) egységei vettek részt, a II. csatahajóraj pre-dreadnoughtjait a Német-öböl védelmére hagyták hátra.

## A hadműveletek

### A flották kifutása

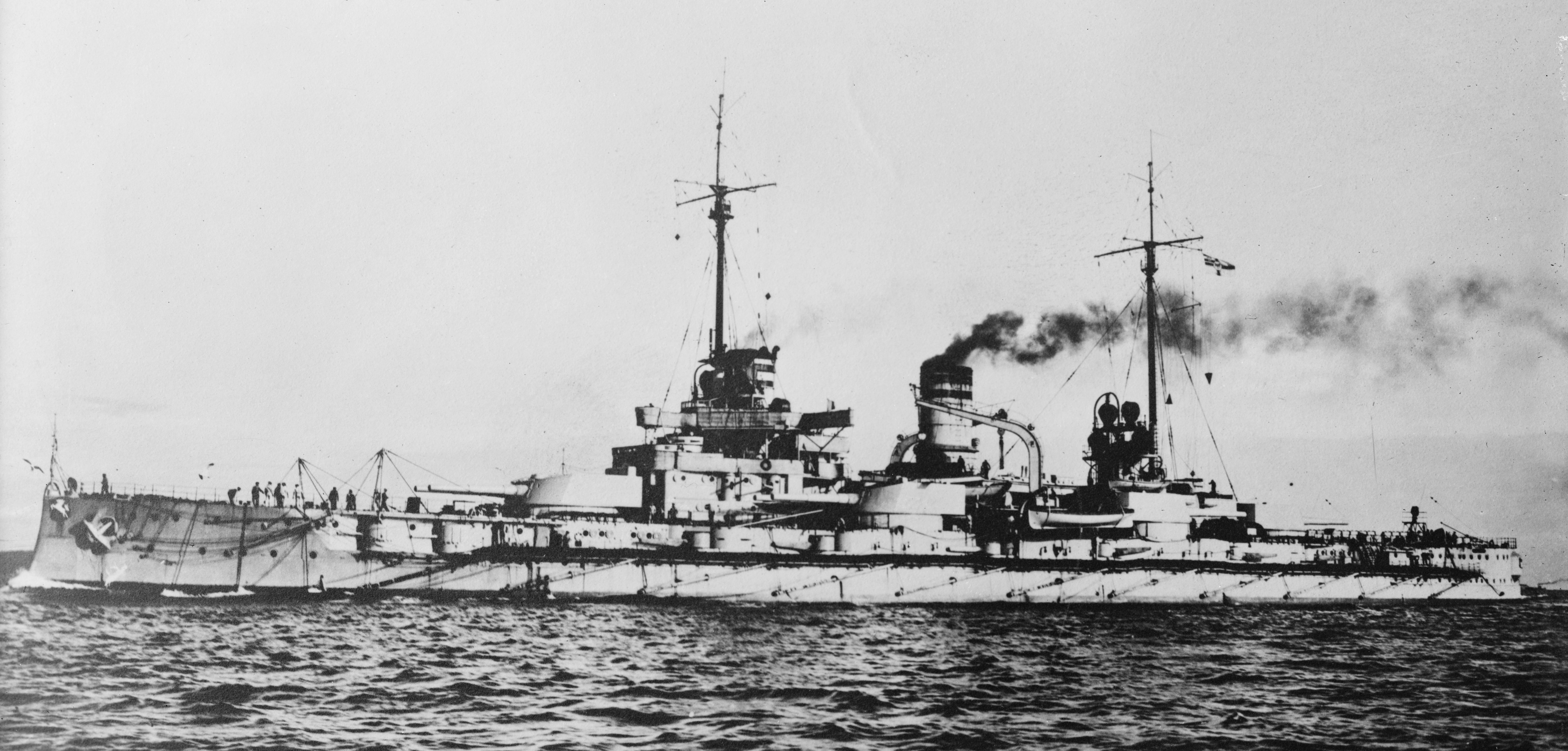
az SMS Westfalen csatahajó

A német flotta 22:00-kor indult útnak augusztus 18-án a Jadéról. Augusztus 19-én hajnali 05:30-kor az elővéd észlelt egy ellenséges tengeralattjárót (az R. R. Turner korvettkapitány parancsnoksága alatti E23-at) és Scheer a flottájával úgy manőverezett, hogy kikerülje azt, de a tengeralattjáró képes volt lőtávolon belülre kerülni és egy torpedótalálatot elérni a német oszlop végén haladó Westfalen csatahajón 07:05-kor. A torpedó a jobb oldalának közepén érte, de nem okozott jelentősebb károkat. Scheer attól tartott, hogy újabb torpedótalálatok elsüllyeszthetik a hajót, ezért utasítására a Westfalen visszafordult és saját erőből ért vissza a Jadéhoz. Útja során újabb tengeralattjáró támadta meg, de a kilőtt torpedó nem talált célba.
A közelgő Sunderland ellen tervezett rajtaütésről tudomást szerzett a brit hírszerzés Room 40 osztálya a német rádióüzenetek dekódolása által, így a Grand Fleet már órákkal a Hochseeflotte előtt kihajózott Scapa Flow-ból. John Jellicoe tengernagy, a brit flotta főparancsnoka épp kimenőn volt ekkor, ezért sürgősen vissza kellett hívni és Dundee-ban a Royalist könnyűcirkálóra szállva augusztus 19. korai óráiban csatlakozott a flottához a Tay folyó torkolatánál. Távollétében Cecil Burney tengernagy hajózott ki a flottával augusztus 18-a délutánján. David Beatty altengernagy hat csatacirkálóból álló rajával hagyta el a Firth of Forthot, hogy még a Skóciától keletre eső vizeken csatlakozhasson az északról érkező főerőkhöz. A Harwichban állomásozó könnyű egységekből álló erők (Harwich Force) 20 rombolójával és 5 könnyűcirkálójával Reginald Tyrwhitt sorhajókapitány hajózott ki. A németek valószínűsíthető útvonalai mentén a britek már korábban 25 tengeralattjárót lesbe állítottak. Beatty csatacirkálói az 5. csatahajóraj öt gyors csatahajójával megerősítve felderítést végeztek 30 mérfölddel Jellicoe flottája előtt.

### Német észlelések

a HMS Nottingham könnyűcirkáló

Beatty délnek tartó elővédjéhez beosztott egyik könnyűcirkálót, a Nottinghamet 08:00-kor két torpedó találta el és 25 perccel később egy harmadik is, melyeket Hans Walther sorhajóhadnagy U 52 jelű tengeralattjárója lőtt ki. A hajó 09:10-kor süllyedt el, legénységéből 38 fő veszítette életét. Több hajótöröttjét a tengeralattjáró mentette ki, mely 13:40-kor jelentette az észlelését és a könnyűcirkáló elsüllyesztését.
08:30-kor a Hollandia és Anglia közötti vizek felett felderítést végző L 13 jelzésű léghajó egy délnyugati irányban teljes gőzzel haladó rombolókból és könnyűcirkálókból álló köteléket észlelt, majd 10:40-kor egy újabbat, mely északkeleti irányban haladt. Mindkét esetben Tyrwhitt erőit (Harwich Force) láthatta meg. Ezzel egyidőben a Neumünsterben lévő rádióállomás az elfogott üzenetekből megállapította, hogy a Grand Fleet is kifutott.
Az Grand Fleet egységeiről több jelentés is érkezett. Az U-Linie I kötelékében lévő U 53 parancsnoka, Hans Rose sorhajóhadnagy észlelte az északi irányba haladó Grand Fleet három nagy csatahajóját és négy cirkálóját 10:10-kor, dél körül pedig az L 21 léghajó jelentett északkeleti irányba tartó ellenséges erőket.
08:15-kor Jellicoe értesítést kapott arról, hogy egy órával korábban a németek 200 mérföldre voltak tőle délkeleti irányban. Azonban a könnyűcirkáló elvesztése után felvette a németek által is észlelt északi irányt attól tartva, hogy a többi hajóját is veszélybe sodorja. Nem látták a torpedók nyomvonalát a vízben, ezért arra gyanakodtak, hogy egy eddig számukra ismeretlen aknamezőre tévedhettek. Beatty csak 11:00-kor tért vissza a délkeleti irányra, mikor a könnyűcirkálókat vezető William Goodenough sorhajókapitány, a könnyűcirkálók parancsnoka megállapította, hogy torpedótalálatok okozták a Nottingham vesztét. Az admiralitástól érkező újabb információk alapján 16:00-ra 40 mérföldes közelségbe kerültek volna a németekhez. A hírre Jellicoe teljes sebességre kapcsolt. Úgy vélte, az időjárási körülmények megfelelőek és lett volna idő az éjszaka beállta előtt harcot kezdeményezni.

### Scheer kitérése délre
Scheer értesült a Grand Fleet pontos helyzetéről az U 53 és az L 21 által, mikor az még a feltételezett aknamezőt elkerülni igyekezvén északi felé távolodott a Hochseeflottétól. Viszont az L 13 jelű léghajó Tyrwhitt harwichi erőit észlelte 13:30-kor Cromertől 75 mérföldre kelet-északkeletre. A léghajó az észlelést 14:22-kor jelentette, Scheer pedig ezt a közeledő köteléket igyekezett elkapni és 14:23-kor délkeletnek fordult, eltávolodva így a közben észak felől ismét közeledő Grand Fleettől.
Scheer a felderítő köteléket visszarendelte és délkeleti irányba küldte őket előre. A léghajó 14:30-kor leadott újabb jelentése szerint az ellenséges kötelék északkeleti irányra váltott és 16 romboló mellett cirkálók és csatahajók is voltak köztük. A léghajó a könnyűcirkálókat tévesen azonosította csatahajókként. Scheer úgy számolt, hogy két órán belül találkoznak velük és a II. felderítőcsoport könnyűcirkálóit a II. rombolóflottilla (Torpedoboot-Flottille II) kíséretében előreküldte taktikai felderítés céljából.
A Hochseeflotte már Tyrwhitt kötelékének irányába tartott, mikor az U 53-tól valamint az L 11 és L 31 léghajóktól befutó jelentésekből Scheer arról értesült, hogy 60 tengeri mérfölddel északabbra egy nagy ellenséges kötelék közeledett olyan iránnyal és sebességgel, hogy keresztezte volna flottájának korábbi útvonalát.

### A főerők visszavonulása
15:50-kor az L 13 léghajó jelentette, hogy elveszítette szem elől az ellenséges köteléket, mivel vihar miatt kitérő manővert kellett végrehajtania és később már nem sikerült őket megtalálnia. A flotta nagyja 16:35-ig délkeleti irányban haladt, míg el nem értek az itteni aknamezőkig. Mivel a léghajó által megadott paraméterek szerint eddigre találkozniuk kellett volna már az ellenséges erőkkel, Scheer úgy vélte, hogy azok a léghajó jelenléte miatt vagy kitértek előle, vagy pedig rossz koordinátákat kapott. Emiatt megszakította a küldetést és a hazavezető kelet-délkeleti irányra állt. A kiszemelt köteléket már nem érhette el, a Sunderland elleni támadás végrehajtásához pedig már túl késő volt.
Az U 53 16:30-ig követte a déli irányban haladó köteléket, de ekkor szem elől veszítette azt. 21:00-kor ismét találkozott a kötelékkel, mely ekkor már északnyugati irányban haladt. 18:00-kor ugyanis értesítették Jellicoe-t arról, hogy a németek hazaúton vannak és ekkor ő is visszafordult az északon lévő támaszpontok felé.
Scheer az U 53 és az L 31 által küldött jelentésekből nem sokkal később (18:00 körül) értesült arról, hogy a Grand Fleet is megszakította déli irányú küldetését és visszafordult északnyugati irányba. Az L 13 által 14:23-kor jelentett ellenséges kötelékből (Harwich Force) a Hochseeflotte hajóiról 19:40-től látható volt hat könnyűcirkáló és két rombolóflottilla, melyek a sötétség beálltáig követték a keletre haladó német köteléket. Scheer attól tartott, hogy az ellenség az éjszaka beálltára vár és ekkor indít torpedótámadást a nagy egységei ellen, de az elűzésükre nem küldte ki a rombolóit, mivel megítélése szerint az ellenség egységei gyorsaságuk révén előnyösebb taktikai helyzetben lettek volna. A torpedótámadások elhárítása végett a flotta előtt erős rombolóköteléket helyezett el a visszavonulás hátralévő idejére. Az L 11 léghajó 20:10-kor leadott jelentése szerint ez a kötelék délkeleti irányra állt, majd 22:10-kor azt jelentette, hogy visszafordult és a látókörén kívülre került.
Az említett könnyű brit erők is észlelték a német hajókat 19:45-kor, de nem kívántak éjszakai támadást intézni ellenük, ahhoz viszont túl messze voltak, hogy az éjszaka beállta előtt torpedótámadást indíthassanak és ezért nem követték őket.

### U-Bootok támadása

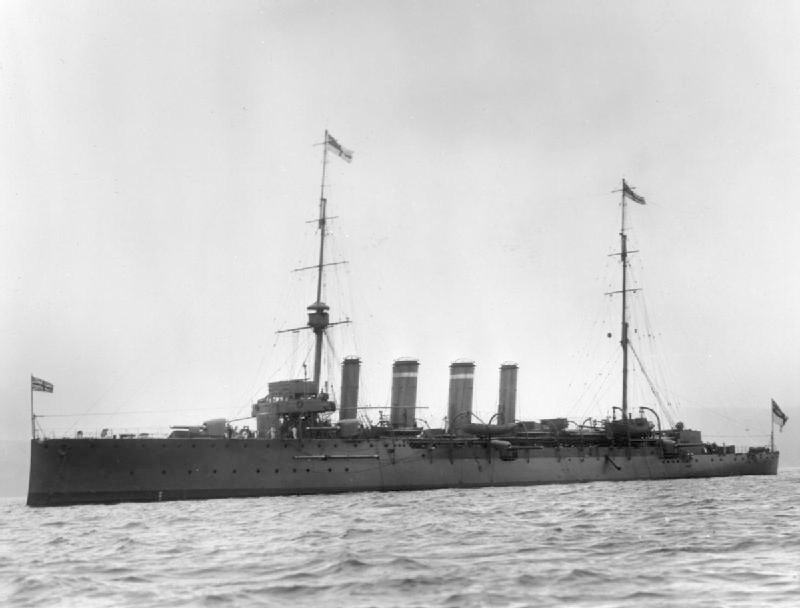
a HMS Falmouth könnyűcirkáló

Az este folyamán Thorwald von Bothmer sorhajóhadnagy U 66 jelű tengeralattjárója hat csatacirkálóra és több könnyűcirkálóra bukkant, melyek első észlelésükkor délkeleti, később északnyugati irányban haladtak. A tengeralattjáró torpedótámadást indított a kötelék ellen és egy romboló elsüllyesztését valamint egy könnyűcirkáló megrongálását jelentette. Valójában a Penn és Oracle rombolókra kilőtt torpedói nem találtak célt, de a Falmouth könnyűcirkálón elért két torpedótalálat súlyosan megrongálta a hajót 18:52-kor. A cirkálót a Humber torkolata irányába vontatták, mikor másnap (augusztus 20.) 14:00 körül Flamborough Head előtt az U 63 jelű tengeralattjáró támadást intézett ellene és két újabb torpedótalálat érte annak ellenére, hogy nyolc romboló is biztosította az útját. A rombolók egyből a német tengeralattjáró irányába fordultak és egyiküknek majdnem sikerült legázolnia azt kisebb károkat okozva benne. A torpedók nem oltották ki egyetlen tengerész életét sem, de az egyik sebesült később belehalt sérüléseibe. A második támadás után a cirkáló még nyolc órán át felszínen tudott maradni és csak azután süllyedt el.
Az U 65 22:45-kor egy csatacirkálóra lőtt ki négy torpedót 3-4000 méter távolságból. Három perc elteltével a félig alámerült tengeralattjáró tornyából látni vélték, amint az egyik torpedó az elülső kémény mögött becsapódik és nagy tűz keletkezik, mely egy percig égett. Az Inflexible, melyre a torpedókat kilőtték, valójában nem kapott találatot. A torpedók közül kettő közvetlenül előtte haladt el.

## Az akció után
Ez volt az utolsó alkalom a háború során, hogy a német hajók ennyire nyugatra hajóztak - valamint hogy a Grand Fleet kihajózott egy német támadás elhárítására. Október 6-án döntés született a korlátlan tengeralattjáró-háború felújításáról, így az U-Bootok már nem álltak rendelkezésre a brit flotta elleni kombinált hadműveletek végrehajtásához. Szeptember 13-án a Grand Fleet zászlóshajóján, az Iron Duke csatahajón a közelmúlt eseményeit megvitató értekezlet során arra jutottak, hogy az északi szélesség 55.5°-tól (nagyjából a Horns Revtől) délre lévő terület nem biztonságos a felszíni flotta számára, ezért csak a legvégső esetben (partraszállási előkészületek megakadályozása végett) szabad ott felszíni hajókkal hadműveleteket végrehajtani.
Scheer nem volt megelégedve a léghajók felderítési hatékonyságával. Csak három léghajó észlelt ellenséges hadihajókat és az általuk leadott hét jelentés közül csak három bizonyult helyesnek. A tengeralattjárók új felállítási módja hatékonynak bizonyult a skagerraki csata idején alkalmazott eljárással szemben, mikor azokat koncentrikusan a kikötők előtt helyezték el. Ezzel szemben a légi felderítés eredményeit nem tartották kielégítőnek, aminek oka részben az volt, hogy mindössze nyolc egységnek kellett szemmel tartania az Északi-tenger nagy részét. Az 1916. szeptember elejére tervezett újabb előretörés alkalmával is a szárnyak védelmére tervezték bevetni a tengeralattjárókat.
Október 18-19-én Scheer újfent kihajózott az Északi-tengerre, melyet a brit hírszerzés ismét előrejelzett, de ezúttal a Grand Fleet nem futott ki, hanem a kikötőben felfűtött kazánokkal várakozott. A német hadműveletet félbeszakították, mikor a München könnyűcirkálót megtorpedózta a J. de B. Jessop korvettkapitány E38 jelű tengeralattjárója, mivel további tengeralattjárótámadásoktól tartott. A súlyosan sérült könnyűcirkálót sikerült visszavontatni a Wilhelmshavenbe.
Novemberben a dán partoknál zátonyra futott U 20 és U 30 tengeralattjárók kimentésének biztosítására Scheer kiküldte a Moltke csatacirkálót és egy csatahajódivíziót. A brit J1 jelű tengeralattjáró (J. Laurence) megtorpedózta az akciót biztosító Großer Kurfürst és Kronprinz csatahajókat. A csatahajókban komolyabb kár nem keletkezett és saját erőből haza tudtak térni, de a tengeralattjárókat nem tudták levontatni a zátonyról, így meg kellett semmisíteni őket. Ezen események folytán mindkét fél tartott a kapitális hajóinak torpedók és aknák általi elvesztésétől, ezért a továbbiakban kerülték azok bevetését.

## Emlékezete
1993 decemberében egy Emdenben megtartott ceremónia keretében a jóindulat és megbékélés jeleként Otto H. Ciliax, a Bundesmarine tengernagya átadta az elsüllyesztett Nottingham könnyűcirkáló egyik csónakjának jelvényét és egy zászlót a Nottingham romboló parancsnokának. Ciliax tengernagy nagyapja, Otto Ciliax az U 52 őrszolgálatos tisztje volt a brit cirkáló elsüllyesztésekor és a hajótöröttek mentése során tett szert a jelvényekre az egyik mentőcsónakból.

## További olvasmányok
- Corbett, J. S.. Naval Operations, 2nd, History of the Great War based on Official Documents, London: Longmans, Green (2009). OCLC 867968279. Hozzáférés ideje: 2016. november 9.
- James Goldrick: After Jutland: the North Sea operations of 18–19 August 1916, Australian Strategic Policy Institute, 19 Aug 2016